# Juan Borges
Juan Borges Matos (* 28. März 1966 in Guantánamo) ist ein kubanischer Schachspieler.
Die kubanische Einzelmeisterschaft konnte er dreimal gewinnen: 1987 in Las Tunas, 1993 und 1995 (geteilter Erster mit Julio Becerra Rivero) in Matanzas. Er spielte für Kuba bei zwei Schacholympiaden: 1988 und 1998. Außerdem nahm er einmal an der Mannschaftsweltmeisterschaft (1997) in Luzern und an der panamerikanischen Meisterschaft (1995) teil.
Im Jahre 1988 wurde ihm der Titel Internationaler Meister (IM) verliehen. Der Großmeister-Titel (GM) wurde ihm 2004 verliehen. Seine höchste Elo-Zahl war 2535 im Juli 1988.
| Hier fehlt eine Grafik, die leider im Moment aus technischen Gründen nicht angezeigt werden kann. Wir arbeiten daran! |